# Stevie May
Pour les articles homonymes, voir May.
Steven May, couramment appelé Stevie May, est un footballeur international écossais, né le 3 novembre 1992, à Perth, dans la région de Perth and Kinross. Évoluant comme attaquant, il commence sa carrière en Écosse, à St Johnstone, puis en prêt à Alloa Athletic et à Hamilton Academical avant de partir pour le championnat anglais à Sheffield Wednesday.
Il reçoit sa première sélection en équipe d'Écosse en 2014.

## Biographie

### Carrière en club
Le 10 août 2017, il rejoint Aberdeen.
Le 29 août 2019, il rejoint St Johnstone.

## Statistiques
En date du 29 novembre 2014 :
| Club                       | Saison                | Championnat                  | Championnat | Championnat | Coupe   | Coupe | Coupe de la ligue | Coupe de la ligue | Europe  | Europe | Total   | Total |
| Club                       | Saison                | Division                     | Matches     | Buts        | Matches | Buts  | Matches           | Buts              | Matches | Buts   | Matches | Buts  |
| -------------------------- | --------------------- | ---------------------------- | ----------- | ----------- | ------- | ----- | ----------------- | ----------------- | ------- | ------ | ------- | ----- |
| St Johnstone               | 2008–09               | Scottish First Division      | 1           | 1           | 0       | 0     | 0                 | 0                 | —       | —      | 1       | 1     |
| St Johnstone               | 2010–11               | Scottish Premier League      | 19          | 2           | 3       | 0     | 0                 | 0                 | —       | —      | 22      | 2     |
| St Johnstone               | 2011–12               | Scottish Premier League      | 1           | 0           | 0       | 0     | 0                 | 0                 | —       | —      | 1       | 0     |
| St Johnstone               | 2012–13               | Scottish Premier League      | 3           | 0           | 0       | 0     | 0                 | 0                 | 2       | 0      | 5       | 0     |
| St Johnstone               | 2013–14               | Scottish Premiership         | 38          | 20          | 5       | 4     | 3                 | 2                 | 3       | 1      | 49      | 27    |
| St Johnstone               | 2014–15               | Scottish Premiership         | 0           | 0           | 0       | 0     | 0                 | 0                 | 2       | 2      | 2       | 2     |
| St Johnstone               | Total                 | Total                        | 62          | 23          | 8       | 4     | 3                 | 2                 | 7       | 3      | 80      | 32    |
| Alloa Athletic (prêt)      | 2011–12               | Scottish Third Division      | 22          | 19          | 0       | 0     | 0                 | 0                 | —       | —      | 22      | 19    |
| Hamilton Academical (prêt) | 2012–13               | Scottish First Division      | 33          | 25          | 2       | 1     | 0                 | 0                 | —       | —      | 35      | 26    |
| Sheffield Wednesday        | 2014–15               | Football League Championship | 17          | 5           | 0       | 0     | 2                 | 0                 | —       | —      | 19      | 5     |
| Total sur la carrière      | Total sur la carrière | Total sur la carrière        | 133         | 71          | 10      | 5     | 5                 | 2                 | 7       | 3      | 155     | 81    |

1. 1 2 3  Apparitions en Ligue Europa

## Palmarès
- 2012 : Champion de Division 4 écossaise, Alloa Athletic,  Écosse
- 2014 : Vainqueur de la Coupe d'Écosse, St Johnstone  Écosse
- 2021 : Vainqueur de la Coupe de la Ligue écossaise, St Johnstone  Écosse

### Récompenses individuelles
- 2012 : Alloa Athletic,  Écosse
  - Joueur du mois et jeune joueur du mois du mois de la Scottish Football League en janvier,
  - Joueur de l'année de la Division 4 écossaise en 2011-2012
- 2013 : Hamilton Academical,  Écosse
  - Joueur du mois et jeune joueur du mois du mois de mai de la Scottish Football League
  - Jeune Joueur de l'année de la Scottish Football League en 2012-13
- 2013 : St Johnstone,  Écosse
  - Joueur du mois de la Scottish Professional Football League en octobre 2013
- 2014 : St Johnstone,  Écosse
  - Membre de l'équipe-type de Scottish Premier League en 2014